# The Supremes
The Supremes — американський жіночий поп-гурт, утворений наприкінці 50-х у Детройті під назвою The Primettes. Комерційно найуспішніший проєкт Motown та найуспішніший американський вокальний гурт, з 12 синґлами на першому місці Billboard Hot 100. На своєму піку в середині 1960-х Supremes конкурували з Beatles за світовою популярністю, і їхній успіх уможливив досягнення мейнстрімної популярності майбутніми афроамериканськими R&B та соул музикантами й музикантками. Billboard відніс Supremes на 16-те місце з Hot 100 artist of all time.
Учасниці-вокалістки та авторки більшости пісень: Даяна Росс (вокал), Флоренс Беллард, Мері Вілсон та Бетті Тревіс.

## Історія
Після запису єдиного синглу для малої локальної фірми «Lupine», 1960 року, змінивши назву на The Supremes, гурт уклав угоду з фірмою «Motown». Того ж року Бетті Тревіс ненадовго змінила Барбара Мартін. 
Перший запис для «Motown», попри співпрацю з відомим композитором та продюсером Смокі Робінсоном, не приніс успіху. Тоді власник «Motown» Беррі Горді вирішив віддати місце вокалістки, яке займала Флоренс Беллард, Даяні Росс, після чого гурт прорвався на топ-аркуші динамічним записом «When The Lovelight Starts Shining In His Eyes» (1963 року).
Однак черговий сингл не здобув успіху і Горді вирішив доручити групу продюсеро-авторській спілці Holland/Dozier/Holland. Підсумком цієї співпраці стала повна життя пісня «Where Did Our Love Go», яка стала хітом номер один у США, а також чималим хітом у Британії. Передувала вона цілій низці хіт-синглів, таких як, «Baby Love», «Come See About Me», «Stop! In The Name Of Love» та «Back In My Arms Again». Всі вони потрапили на вершину американського чарту, a «Baby Love» 1964 року у Британії, де домінував тоді біт, очолила чарт. Ці пісні спирались на танцювальні ритми і мелодію, що легко запам'ятовувалась, а також рефрени, що гармонійно співзвучали з вокалом Росс. Учасниці гурту стали об'єктом обожнювання молодих чорношкірих американців, а назва гурту вживалась у промоції деяких товарів.
Наступний сингл «Nothing But Heartaches» перервав ланцюг успіху, однак дуже сміливий «І Hear A Sumphony» знову потрапив у топ. Коли спілка Holland/Dozier/Holland досягла найвищої точки своїх творчих можливостей, а Даяна Росс була повністю впевнена у своїх силах, репертуар став найдосконалішим. The Supremes записували альбоми з бродвейськими стандартами, виступали в ексклюзивних клубах і стали зірками фірми «Motown», завоювавши гарне ставлення її власника. Популярність вони закріпили черговими хітами, такими як «You Cant Hurry Love», «You Keep Me Hanging On», «Love Is Here & Now You're Gone» та «The Happening». 
Однак серед учасниць гурту розвинулись конфлікти. Флоренс Беллард була незадоволена другорядною роллю, і учасниці вирішили усунути її з гурту. У другій половині 1967 року її місце зайняла Сінді Бьордсонґ, проте більшість фанів не помітила цієї зміни.
Лідерська позиція Даяни Росс у The Supremes давала їй особливі права, наприклад, вписувати своє ім'я на платівках поряд з назвою гурту, що викликало подібні бажання в інших лідерів груп, пов'язаних з «Motown». Незвичайний запис «Reflections» розпочав нову еру у кар'єрі гурту. На жаль, закінчення співпраці спілки Holland/Dozier/Holland з «Motown» 1968 року не найкраще вплинуло на темпи подальшої кар'єри The Supremes. Чергові два сингли «Love Child» (номер один у США) та «I'm Living In Shame» методом протиставлення порушували суспільну тематику. Гурт також записувався з The Temptations, а підсумком співпраці став хіт-сингл «I'm Gonna Make You Love Me».
У 1969 почались з'являтись чутки, що Даяна Росс готується до сольної кар'єри. Вони підтвердились в кінці року, коли The Supremes зіграли прощальний концерт, а на новому синглі, який піднявся на вершину американського чарту, Росс виконала сумну пісню «Someday We'll Be Together».
Однак гурт не припинив діяльність, а скоротив назву від Diana Ross & The Supremes до The Supremes у січні 1970 року, запросив вокалістку Джин Террелл. Новий склад того ж року здобув перший успіх синглом «Up The Ladder To The Roof», а наступний — «Stoned Love» — виявився найкращим британським хітом за останні чотири роки. Гурт підсилив своє звучання, що викристалізувалось у часи співпраці з The Temptations, записавши серію альбомів з The Four Tops. Однак з часом популярність гурту почала спадати, і коли «Motown» переїхала з Детройту до Каліфорнії, The Supremes залишились на узбіччі.
1972 року гурт залишила Сінді Бьордсонґ, а її місце зайняла Лінда Лоренс, 1973 року Террелл змінила Шеррі Пейн, a 1974 року Лоуренс — Сьюсей Ґрін. 1976 року тріо записало платівку «Mary, Scheme & Susaye» і через рік розпалось. 1978 року Мері Вілсон реанімувала The Supremes у новому складі, з Каарен Реґланд та Карен Джексон. Однак закінчення контракту з «Motown» припинило реалізацію творчих задумів гурту і з того часу єдиною власницнею прав на назву The Supremes стала фірма «Motown», яка не давала згоду новому складу записатись під старою назвою, побоюючись, що вони зіпсують славу легендарного гурту. 
Однак Джин Террелл, Шеррі Пейн та Лінда Лоуренс відвоювали права на вживання назви The Supremes у Великій Британії. 1989 року Пейн зв'язалася з фірмами «Nightmare» та «Motor City» і, співпрацюючи з продюсером Іеном Лівіном, сконцентрувалась на диско-записах. Сольний контракт на записи з Лівіном також отримали Лоуренс, Вілсон та Грін. Разом вони, без Вілсон, записали нову версію твору «Stone Love», a 1992 року з'явився їх сингл, який вони записали разом з гуртом The Originals.

## Дискографія
- 1963: Meet The Supremes
- 1963: Live At The Apollo
- 1964: Where Did Our Love Go
- 1964: A Bit Of Liverpool
- 1965: The Supremes Sing Country, Western & Pop
- 1965: Movie Hits
- 1965: We Remember Sam Cooke
- 1965: Live At The Copa
- 1965: More Hits By The Supremes
- 1965: Merry Christmas
- 1966: I Hear A Symphony
- 1966: Supremes A-Go-Go
- 1967: The Supremes Sing Holland-Dozier-Holland
- 1967: Diana Ross & The Supremes Sing Rodgers & Hart
- 1967: Greatest Hits
- 1968: Diana Ross & The Supremes — Reflections
- 1968: Diana Ross & The Supremes Sing & Perform «Funny Girl»
- 1968: Diana Ross & The Supremes Live At London's Talk Of The Town
- 1968: Diana Ross & The Supremes — Love Child
- 1968: Diana Ross & The Supremes Join The Temptations
- 1968: Diana Ross & The Supremes — TCB (разом з The Temptations)
- 1969: Diana Ross & The Supremes — Let The Sunshine In
- 1969: Diana Ross & The Supremes — Together (разом з The Temptations)
- 1969: Diana Ross & The Supremes — Cream Of The Crop
- 1969: Diana Ross & The Supremes On Broadway
- 1970: Greatest Hits. Volume 2
- 1970: Diana Ross & The Supremes — Farewell
- 1970: Right On
- 1970: The Magnificent Seven (разом з The Four Tops)
- 1970: New Ways But Love Stays
- 1970: Surrender
- 1971: Return Of The Magnificent Seven (разом з The Four Tops)
- 1971: Touch 1971: Dynamite (разом з The Four Tops)
- 1972: Floy Joy
- 1972: The Supremes
- 1974: Anthology
- 1975: The Supremes
- 1976: High Energy
- 1976: Mary, Sherrie & Susaye
- 1978: At Their Best
- 1983: Great Songs & Perfomances That Inspired The Motown 25th Anniversary TV Show
- 1987: Every Great № 1 Hit
- 1987: Never Before Released Masters

### Mary Wilson
- 1979: Red Hot

### Jean Terrell
- 1978: I Had To Fall In Love

### Sherrie Payne— Susaye Green
- 1979: Partners

## Подальше читання
- Benjaminson, Peter (2008). The Lost Supreme: The Life of Dreamgirl Florence Ballard. Chicago: Lawrence Hill. ISBN 978-1-55652-705-0.
- Bronson, Fred (2003). The Billboard Book of Number One Hits (вид. 5th). New York: Billboard Books. ISBN 9780823076772 — через Google Books.
- Chin, Brian & Nathan, David. Reflections Of... The Supremes [CD boxed set liner notes]. New York: Motown Record Co./Universal Music, 2000.
- Clinton, Paul. "Diana Ross' tour excludes old partner, friend". CNN.com, April 20, 2000.
- Supremes Wow Europe, Too. Ebony. Т. 20, № 8. Johnson Publishing Company. June 1965. с. 86 — через Google Books.
- Gans, Andrew. "Foxx and Usher to Join Beyonce for Dreamgirls Film". Playbill, May 12, 2005.
- Mary Wilson: An Interview Supreme by Pete Lewis, 'Blues & Soul' May 2009
- Nathan, David. The Soulful Divas: Personal Portraits of over a Dozen Divine Divas. New York: Billboard Books/Watson-Guptill Publications, 2002. ISBN 0-8230-8430-2.
- Posner, Gerald. Motown: Music, Money, Sex, and Power. New York: Random House, 2002. ISBN 0-375-50062-6.
- Wilson, Mary; Romanowski, Patricia (1999) [1986, 1990]. Dreamgirl & Supreme Faith: My Life as a Supreme. New York: Cooper Square. ISBN 0-8154-1000-X.
- Wilson, Mary; Bego, Mark (2019). Supreme Glamour. New York: Thames & Hudson. ISBN 978-0-500-022009.